# Donald Coggan
Frederick Donald Coggan (né le 29 décembre 1909, à Highgate à Londres - mort le 17 mai 2000, à Winchester dans le Hampshire), baron Coggan, est le 101e archevêque de Cantorbéry. 

## Biographie
Il est ordonné prêtre de l'Église anglicane en 1935. Le révérend Coggan devient ensuite évêque de Bradford, en 1956, puis archevêque d'York, en 1965, et enfin archevêque de Cantorbéry de 1974 à 1980. Il soutient l'ordination des femmes dans son Église mais ce n'est pas accepté (tout du moins jusqu'en 1993/1994).
Le 26 avril 1977, dans une volonté de réconciliation entre l'église anglicane et l'église catholique romaine rencontre le pape Paul VI pendant la période de son règne épiscopal accompagné du futur cardinal anglais  et archevêque de Westminster Cormac Murphy-O'Connor.
Il est enterré en la cathédrale de Cantorbéry. Son épouse est décédée en 2005.